# Oberdorff
Oberdorff település Franciaországban, Moselle megyében. Lakosainak száma 332 fő (2022. január 1.). Oberdorff Bouzonville, Alzing, Brettnach, Château-Rouge és Tromborn községekkel határos.

## Népesség
A település népességének változása:
| Lakosok száma | 314  | 306  | 314  | 365  | 359  | 351  | 343  | 337  | 339  | 332  |
|               | 1968 | 1982 | 1990 | 2006 | 2013 | 2015 | 2017 | 2019 | 2020 | 2022 |